# Беншарки, Ашраф
Ашраф Беншарки (араб. أشرف بنشرقي‎; 24 сентября 1994, Марокко) — марокканский футболист, нападающий клуба «Аль-Ахли» (Каир) и сборной Марокко.

## Карьера
Ашраф родился в Тазе, Марокко, и начал свою карьеру в команде МАС, присоединившись к первой команде в сезоне 2014/15. В сезоне 2015/16 он забил 9 мячей в 27 матчах. Летом 2016 года он переехал в «Видад» (Касабланка) за сумму в 300 миллионов марокканских дирхамов. Он помог клубу выиграть Лигу чемпионов КАФ 2017 года и получить квалификацию на чемпионат мира по футболу. Он получил высокую оценку за свои выступления в Лиге чемпионов КАФ и был признан лучшим игроком финала соревнований.